# Qwiki
Até recentemente o Qwiki era um site que permitia aos seus usuários pesquisarem quaisquer assuntos e receberem o resultado em tempo real através de um vídeo interativo . Os vídeos são criados a cada consulta, não sendo pré estabelecidos, já que o conteúdo dos temas consultados podem receber novas informações a cada segundo.
Em Janeiro de 2011 o brasileiro Eduardo Saverin - co-fundador do Facebook - investiu US$ 8 milhões no Qwiki . No mesmo período, o publisher Claudio J S Junior foi convidado para testar a versão alfa antes do lançamento para o público em geral. Em sua avaliação, considerou o Qwiki uma ferramenta de tão grande importância quanto o Google, Wikipédia ou o Youtube e de que, num futuro próximo, ele poderá ser um dos mais acessados do mundo para pesquisas.
Esta promessa não se confirmou. Em fevereiro de 2013, o serviço foi desativado e as funções reunidas num aplicativo mobile, com versão para iPhone, que se resume a montar vídeos e disponibilizá-los em redes sociais, por exemplo, num perfil de uso mais próximo ao de outros aplicativos de compartilhamento de experiências, vídeos e fotos. 